# Langona ukualuthensis
Langona ukualuthensis är en spindelart som beskrevs av Lawrence 1927. Langona ukualuthensis ingår i släktet Langona och familjen hoppspindlar. Inga underarter finns listade i Catalogue of Life.